# Live on the Black Hand Side
Live on the Black Hand Side è un doppio album dal vivo del gruppo heavy metal statunitense Danzig, pubblicato nel 2001.

## Tracce

### Disco 1
1. Godless
2. Left Hand Black
3. How the Gods Kill
4. Dirty Black Summer
5. Pain in the World
6. Evil Thing
7. Halloween II
8. Not of This World
9. Killer Wolf
10. Little Whip
11. Going Down to Die
12. Bringer of Death
13. Stalker Song
14. Long Way Back from Hell

### Disco 2
1. Satan's Child
2. 7th House
3. 5 Finger Crawl
4. Unspeakable
5. Lilin
6. Her Black Wings
7. It's Coming Down
8. Do You Wear the Mark
9. Until You Call on the Dark
10. Deep
11. Belly of the Beast
12. She Rides
13. Twist of Cain
14. Mother

## Formazione
- Glenn Danzig – voce, chitarra, tastiera
- Chuck Biscuits – batteria (disco 1,.tracce 1-8)
- Joey Castillo – batteria (disco 1, tracce 9-14; disco 2)
- John Christ – chitarra (disco 1)
- Howie Pyro – basso (disco 2)
- Eerie Von – basso (disco 1)
- Todd Youth – chitarra (disco 2)